# AGS JH26
AGS JH26 – samochód Formuły 1, zaprojektowany przez Michela Costę. Nigdy nie wziął udziału w wyścigu.

## Historia
AGS JH26 był tajnym projektem samochodu Formuły 1, został zaprojektowany zimą między 1990 a 1991 rokiem. Napędzać go miał silnik Forda. Projekt został zakończony w fazie projektowania.